# Ocypode cursor
Ocypode cursor is een krabbensoort uit de familie Ocypodidae. De wetenschappelijke naam is gepubliceerd in 1758 door Carl Linnaeus in de tiende editie van Systema naturae.